# Porto SC
Porto SC is een Braziliaanse voetbalclub uit Porto Seguro in de deelstaat Bahia.

## Geschiedenis
De club werd opgericht op 2 februari 2024 als eerste profclub van de stad. Een amateurteam was in 2023 wel vicekampioen geworden in de amateurreeksen. De club sloot zich aan bij de FBF en mocht datzelfde jaar aantreden in de tweede klasse van de staatscompetitie. De club eindigde op een vierde plaats in de reguliere competitie en trad zo in de eindronde aan tegen de kampioen Fluminense de Feira. De club kon thuis winnen en uit gelijkspelen waardoor ze naar de finale gingen. Daar verloren ze van Colo Colo, maar de tweede plaats in de competitie betekende wel dat de club promoveerde. 